# Verena Becker
 (mars 2015).
Si vous disposez d'ouvrages ou d'articles de référence ou si vous connaissez des sites web de qualité traitant du thème abordé ici, merci de compléter l'article en donnant les références utiles à sa vérifiabilité et en les liant à la section « Notes et références ».
Pour les articles homonymes, voir Becker.
Verena Becker, née le 31 juillet 1952 à Berlin, est membre de la deuxième génération de la Fraction armée rouge.

## Biographie
À 19 ans, elle s'engage avec son amie Inge Viett dans le Mouvement du 2 juin à Berlin . Quelques mois plus tard, le 21 juillet 1972, elle est  arrêtée, pour son implication dans une attaque à la bombe contre les Britanniques au Yacht Club de Berlin. Elle est condamnée en 1974 à une peine de six ans.
Après l'enlèvement du président Peter Lorenz, le mouvement demande la libération de cinq terroristes le 27 février 1975, parmi eux Verena Becker, Gabriele Kröcher-Tiedemann, Ingrid Siepmann, Rolf Heissler et Rolf Pohle. Les cinq obtiennent l'asile politique au Yémen
Le 3 mai 1977 Verena Becker et Günter Sonnenberg sont soumis à un contrôle de police au "Café Hanser" à Bonn. Comme ils ne peuvent pas s'identifier, les deux officiers de police les escortent jusqu'à leur véhicule. Pour échapper à l'arrestation, Sonnenberg et Becker tirent sur les deux policiers et les blessent. Les deux terroristes avaient voyagé la veille jusqu'à Bonn en train. Sonnenberg tire neuf fois à bout portant sur les fonctionnaires jusqu'à ce que le chargeur de son arme soit vide. Il s'échappent avec une Opel Ascona, mais sont rattrapés et après un échange de coup de feu Günter Sonnenberg est touché dans le dos et à la tête et Verena Becker dans le bas de la jambe.
Le procès de Becker débute le 28 novembre 1977 à Stuttgart. Un mois plus tard, elle est condamnée à la prison à vie pour avoir tiré lors de son arrestation. Après douze ans de prison, elle est graciée par l'ancien président allemand Richard von Weizsäcker. Elle est libérée le 30 novembre 1989.
Le 21 avril 2007, Verena Becker annonce avoir témoigné dans les années 1980, que le membre de la Fraction armée rouge Stefan Wisniewski est le tireur dans l'assassinat de Siegfried Buback. Une femme était impliquée dans l'attaque, cette thèse est réitérée par son fils Michael Buback.
En avril 2008, le procureur général lance une nouvelle information judiciaire contre Verena Becker. Une première analyse de l'ADN avait initialement été relevé[Quoi ?]. Le 20 août 2009, l'ADN de Verena Becker est reconnu lors de l'assassinat du Procureur fédéral en chef Siegfried Buback. Son ADN est retrouvé sur les onglets des enveloppes avec lesquelles les lettres ont été envoyées et sur les timbres des traces de salive ont été trouvées.
Le 27 août 2009 Verena Becker est arrêtée et emmenée dans un centre de détention à Berlin. Le lendemain, un mandat d'arrêt est délivré. Dans le cadre des enquêtes nouvellement enregistrés ont été confirmés[pas clair], un rapport antérieur prouve que Verena Becker avait travaillé comme informatrice pour l' Office fédéral pour la protection de la Constitution.
Le 23 décembre 2009, Becker est libérée. Les juges de la Cour suprême ont évalué la complicité de Becker plutôt que des actions d'aide à l'état fédéral.